# Référendum moldave de 1994
Le référendum moldave de 1994 a eu lieu le 6 mars 1994 pour confirmer l'indépendance et l'intégrité territoriale de l'État moldave. L'autre option était la fédéralisation du pays avec, en option, le rattachement de la Gagaouzie (alors de facto indépendante) et de la Transnistrie (idem) à la Russie, et du reste du pays à la Roumanie. Il a eu une participation de 75,1 %, et 97,9 % des votants ont approuvé l'intégrité et l'indépendance. Ultérieurement, la Gagaouzie et la Transnistrie ont été de jure reconnues comme régions autonomes, bien que, en 2024, la Transnistrie se trouve toujours de facto hors de la souveraineté de l'État moldave.